# Alberto Cardaccio
Alberto Víctor Cardaccio Traversa (26. august 1949 - 28. januar 2015) var en uruguayansk fodboldspiller (midtbane).
Cardaccio spillede 19 kampe for Uruguays landshold. Han var en del af landets trup til VM 1974 i Vesttyskland, og spillede én af uruguayanernes tre kampe i turneringen. På klubplan spillede han blandt andet hos Danubio i hjemlandet, og tilbragte desuden adskillige år i Mexico hos blandt andet Puebla og Monterrey.